# Bluffton, Minnesota
Bluffton är en ort i Otter Tail County i Minnesota. Vid 2010 års folkräkning hade Bluffton 207 invånare.